# Instituto de Ingeniería Física de Moscú
El Instituto de Ingeniería Física de Moscú (abreviado como MEPhI), (en ruso: Московский инженерно-физический институт, abreviado МИФИ, MIFI), es una de las universidades técnicas más prestigiosas de Rusia. El MEPhI se fundó en 1942 como Instituto de Mecánica de Municiones de Moscú, pero pronto pasó a llamarse Instituto de Mecánica de Moscú. Su misión inicial era capacitar personal para el programa nuclear de la Unión Soviética. Fue rebautizado como Instituto de Ingeniería Física de Moscú en 1953, y mantuvo su nombre hasta 2009, cuando se reorganizó como una universidad nacional de investigación nuclear.